# Chutney (genre musical)
Pour les articles homonymes, voir Chutney (homonymie).
Sous-genres
Chutney soca, chutney parang
Le chutney est un genre musical des Caraïbes.

## Histoire
Le genre se développe à Trinité et en Guyane dans les années 1970 et trouve ses origines dans la musique folklorique bhojpuri du Bihar, en Inde, apportée dans cette région par les Hindous, où il s'est mélangé à des styles tels que le calypso et le soca,,. L'une des premières artistes importantes de ce genre, originaire du Suriname, est Dropati, qui est surnommée la « marraine du chutney » en Guyane et à la Trinité. Le genre est également popularisé par d'autres pionniers tels que Ras Shorty I (en), Sundar Popo (en) et le producteur Moean Mohammed.
À l'origine, le nombre d'instruments de musique joués dans le chutney se limitait à l'harmonium (portable) qui fournit la mélodie, au dhool pour les percussions et au dantaal qui donne le rythme. Au fil des ans, le nombre d'instruments de musique possibles s'est considérablement élargi. Les paroles alternent entre l'anglais et l'hindoustani.  